# Ethylmethylbenzole
Die Ethylmethylbenzole (auch Ethyltoluole) bilden in der organischen Chemie eine Stoffgruppe, deren Struktur aus einem Benzolring mit einer Ethyl- (–CH2–CH3) und einer Methylgruppe (–CH3) als Substituenten besteht. Durch deren unterschiedliche Anordnung am Ring ergeben sich drei Konstitutionsisomere mit der Summenformel C9H12. Sie gehören auch zur Gruppe der C3-Benzole.

## Vertreter
| Gefahrensymbol | Gefahrensymbol |

| Gefahrensymbol | Gefahrensymbol |

| Gefahrensymbol | Gefahrensymbol |

## Eigenschaften
Das p-Isomer, das die höchste Symmetrie aufweist, besitzt den höchsten Schmelzpunkt.